# Hermitage (Pennsylvania)
Hermitage ist eine City im Mercer County im US-Bundesstaat Pennsylvania. Das U.S. Census Bureau hat bei der Volkszählung 2020 eine Einwohnerzahl von 16.230 auf einer Fläche von 76,6 km² ermittelt.

## Geschichte
Früher bekannt als Hickory Township, wurde die heutige Stadt Hermitage im Mercer County von Pennsylvania, erstmals 1796 besiedelt und das Township Hickory wurde 1832 aus Teilen der Townships Shenango und Pymatuning geschaffen. Nach der Gründung der Städte Sharon und Farrell und der Boroughs Sharpsville und Wheatland wurde der Rest des Townships in ein First Class Township umgewandelt. 1974 wurde das Hickory Township in eine Stadt umgewandelt und der Name wurde 1976 in Hermitage geändert.

## Demografie
Nach einer Schätzung von 2019 leben in Hermitage 15.471 Menschen. Die Bevölkerung teilt sich im selben Jahr auf in 91,8 % Weiße, 4,9 % Afroamerikaner, 0,1 % amerikanische Ureinwohner, 2,1 % Asiaten und 1,1 % mit zwei oder mehr Ethnizitäten. Hispanics oder Latinos aller Ethnien machten 1,0 % der Bevölkerung aus. Das mittlere Haushaltseinkommen lag bei 56.026 US-Dollar und die Armutsquote bei 10,1 %.